# 그랜드 캐니언

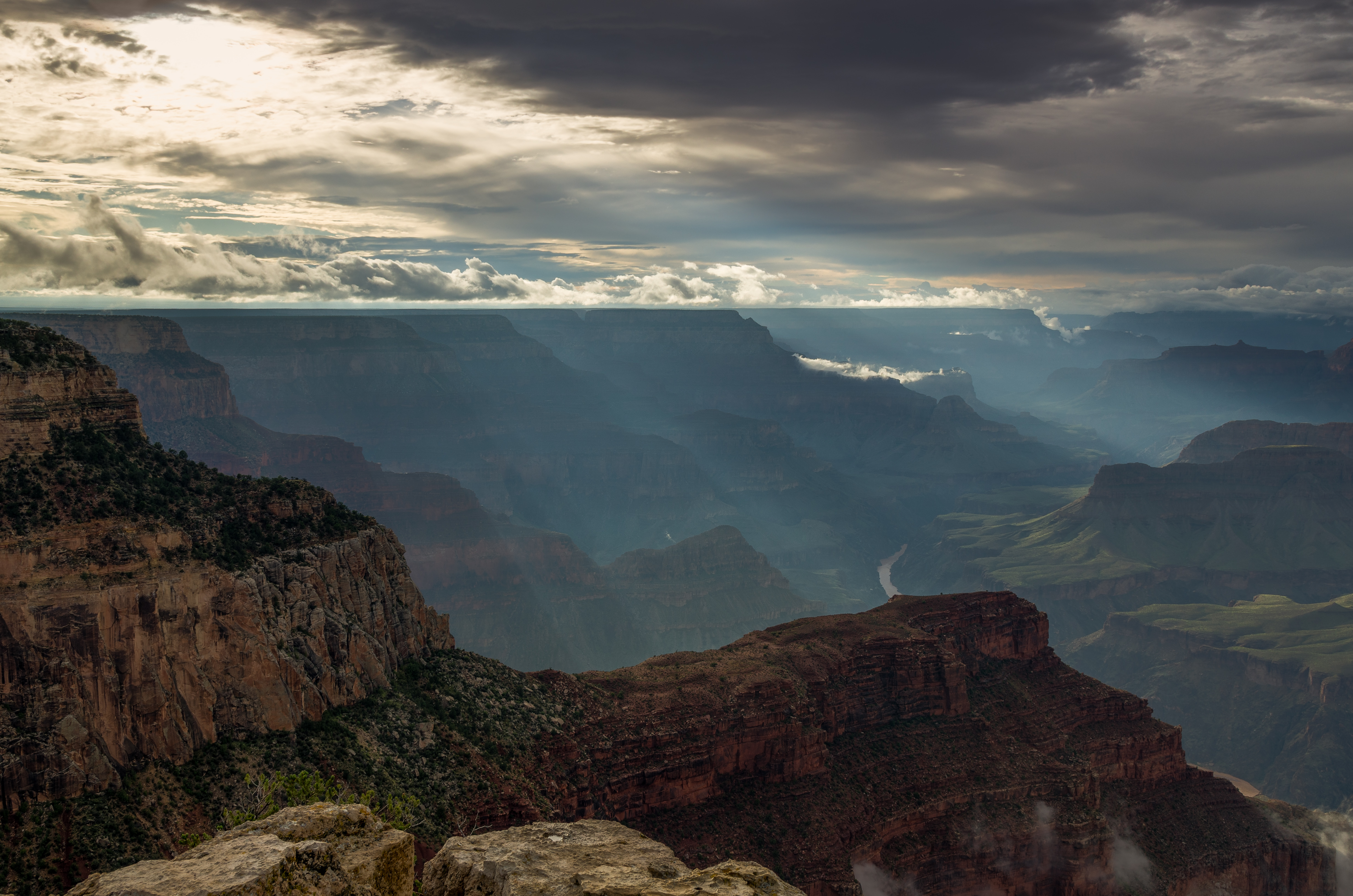
호피 포인트에서 바라본 그랜드 캐니언.

그랜드 캐니언(Grand Canyon), 또는 대협곡(大峽谷)은 미국 애리조나주의 고원지대 콜로라도강에 있는 거대한 계곡으로 애리조나주 북서부 모하비군과 코코니노군의 경계에 있다. 콜로라도강의 계곡으로 들어가는 입구는 동쪽의 글렌 캐니언댐 밑에 있는 리스페리(Lees Ferry)가 된다. 여기서 계곡으로 들어가는 콜로라도강은 서쪽으로 446km의 장거리를 흘러서 계곡의 출구가 되는 미드호로 들어 가는데 이 구간의 양편 계곡을 그랜드 캐니언이라고 부른다. 대부분의 지역이 그랜드 캐니언 국립공원으로 지정되어 있으나 인디언 부족의 땅에 속한 지역도 상당 부분을 차지한다. 강을 따라 고무보트 배(Raft)를 타고 캐니언을 통과하는 관광을 할 경우 2주일 이상의 시간이 소요되는 것을 보면 캐니언의 규모를 짐작할 수 있다. 콜로라도강에 의해서 깎인 계곡의 깊이는 1,600m에 이르고 계곡의 폭은 넓은 곳이 30km에 이른다. 시어도어 루스벨트 미국 대통령의 노력으로 1908년에 그랜드 캐니언은 내셔널 모뉴먼트(National Monument)로 지정되었고 1919년에 국립공원으로 승격되었다. 그랜드 캐니언은 1979년에 유네스코 세계유산으로 지정되었다. 2010년에 그랜드 캐니언 국립공원을 방문한 관광객 수는 439만명으로 미국의 서부지역에 있는 국립공원 중에서 가장 높은 숫자를 기록했다.

## 관광

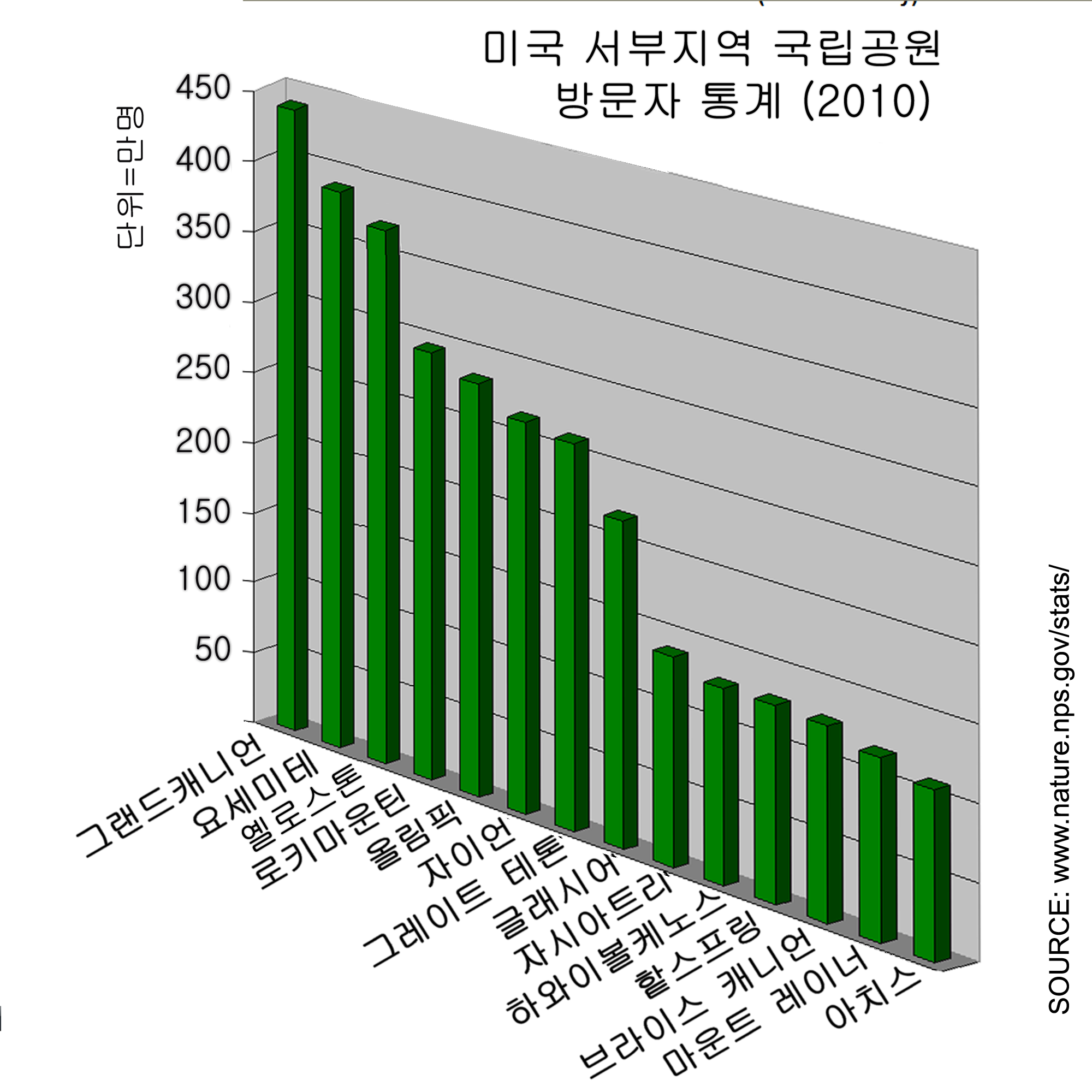

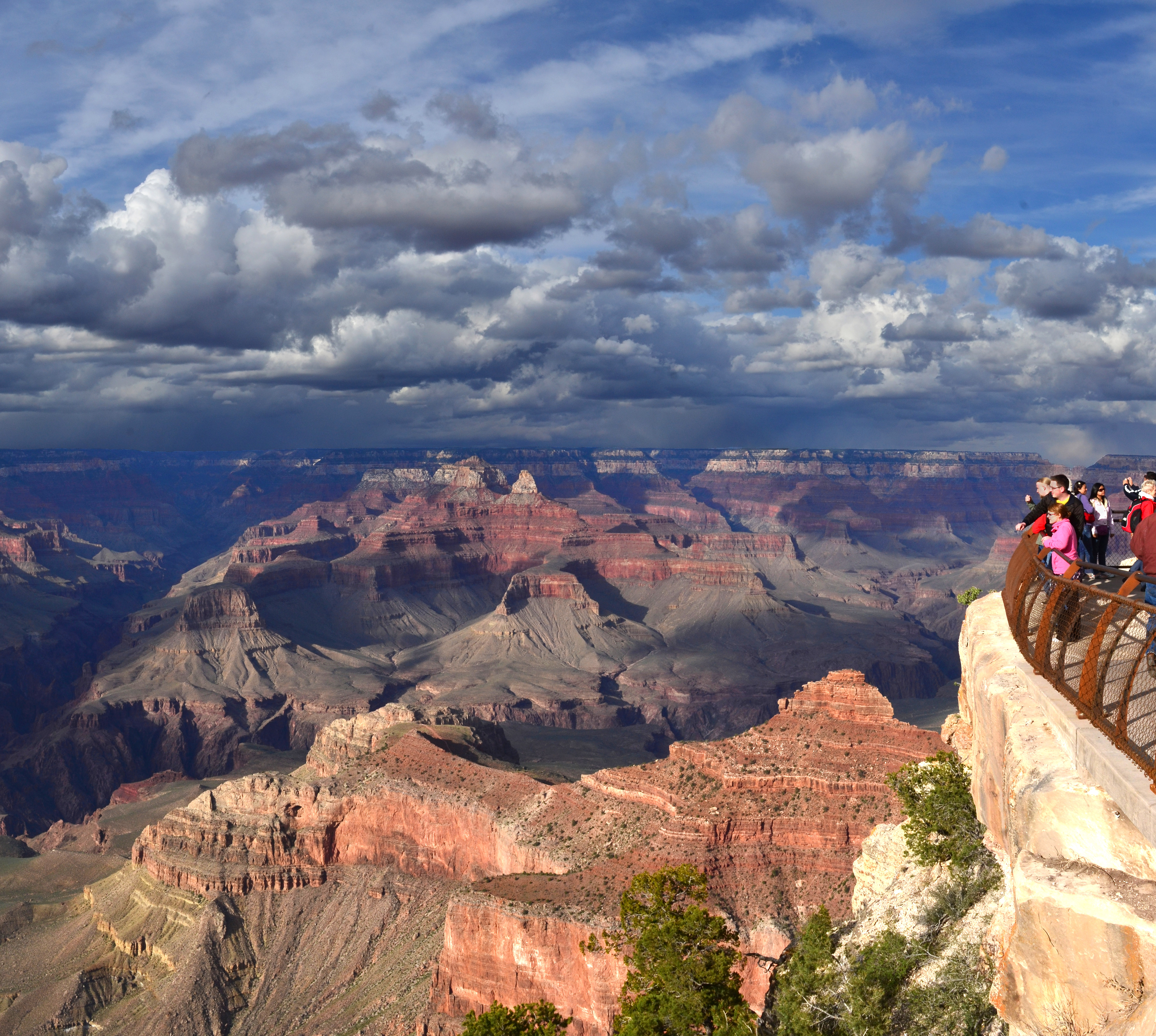
그랜드 캐니언 국립공원의 마서 포인트에서 본 봄철 소나기 구름

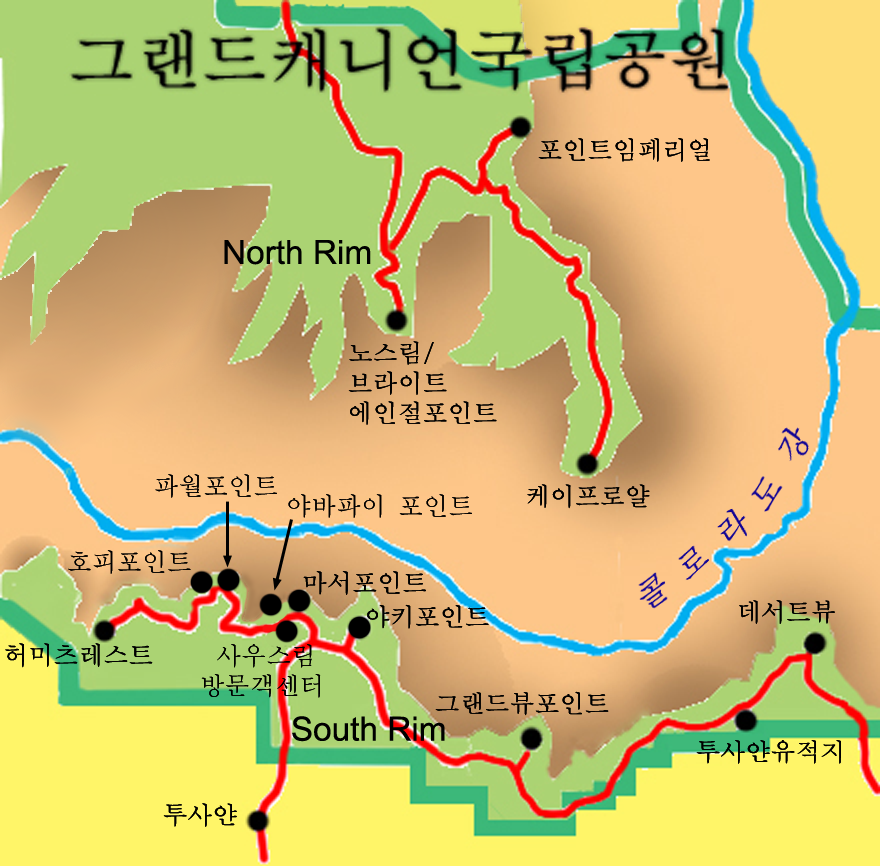
그랜드 캐니언 국립공원 약도

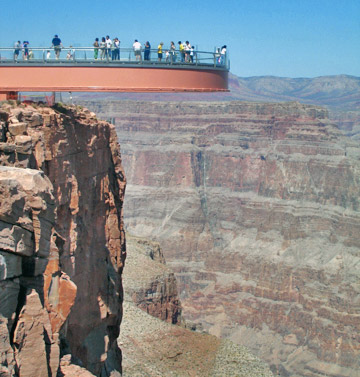
그랜드 캐니언 스카이워크

그랜드 캐니언을 관광 하려면 대부분의 관광객은 교통이 편리하며 관광시설이 잘 갖추어진 그랜드 캐니언 국립공원으로 간다. 국립공원의 사우스림(South Rim:남쪽 가장자리)이 가장 교통이 편하며 가장 웅장한 경치를 많이 볼 수 있어서 전체 관광객의 90% 이상이 이곳을 찾는다. 국립공원의 노스림(North Rim:북쪽 가장자리)은 겨울철에는 눈이 많이 내려 공원은 폐쇄되어 갈 수 없다. 겨울철이 아니더라도 교통이 불편한 까닭에 많은 관광객이 찾는 것은 아니지만 사우스림 보다 지대가 높고 수목이 울창하고 남쪽에서 볼 수 없는 경관이 있어서 장시간 운전해서 찾아간 보람을 얻을 수 있다. 국립공원 밖에 있는 인디언 보호구역에서도 그랜드 캐니언을 부분적으로 관광을 할 수 있는 곳이 더러 있다. 그러나 장거리를 달려야 하는 거리상의 불편과 도로나 시설의 빈곤 등으로 찾아가는 관광객이 많은 것은 아니다. 
- 그랜드 캐니언 국립공원

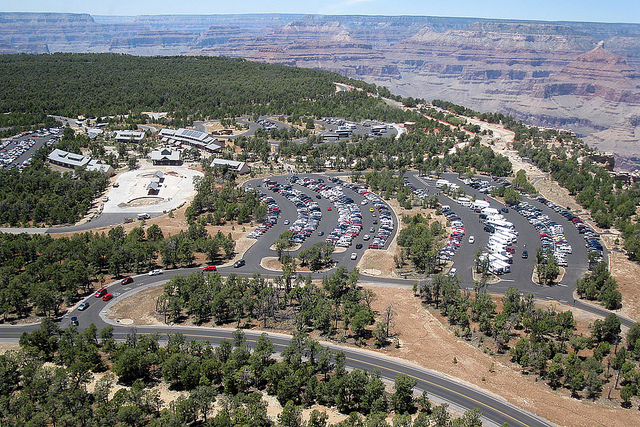
그랜드 캐니언 국립공원 방문객 센터 주차장

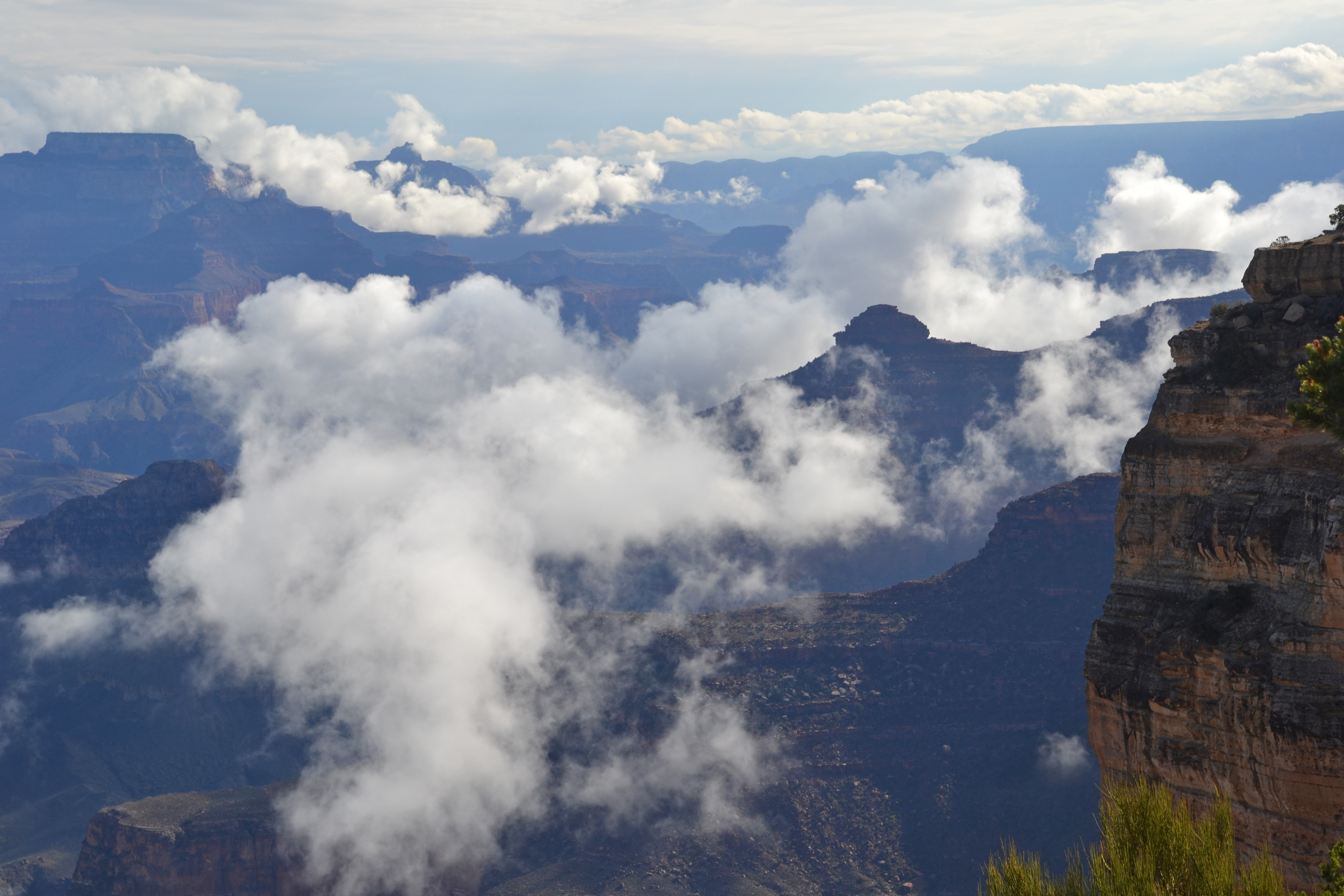
호피 포인트에서 본 캐니언. 구름이 평지 밑에 있어서 뒤집어진 경치로 보인다.

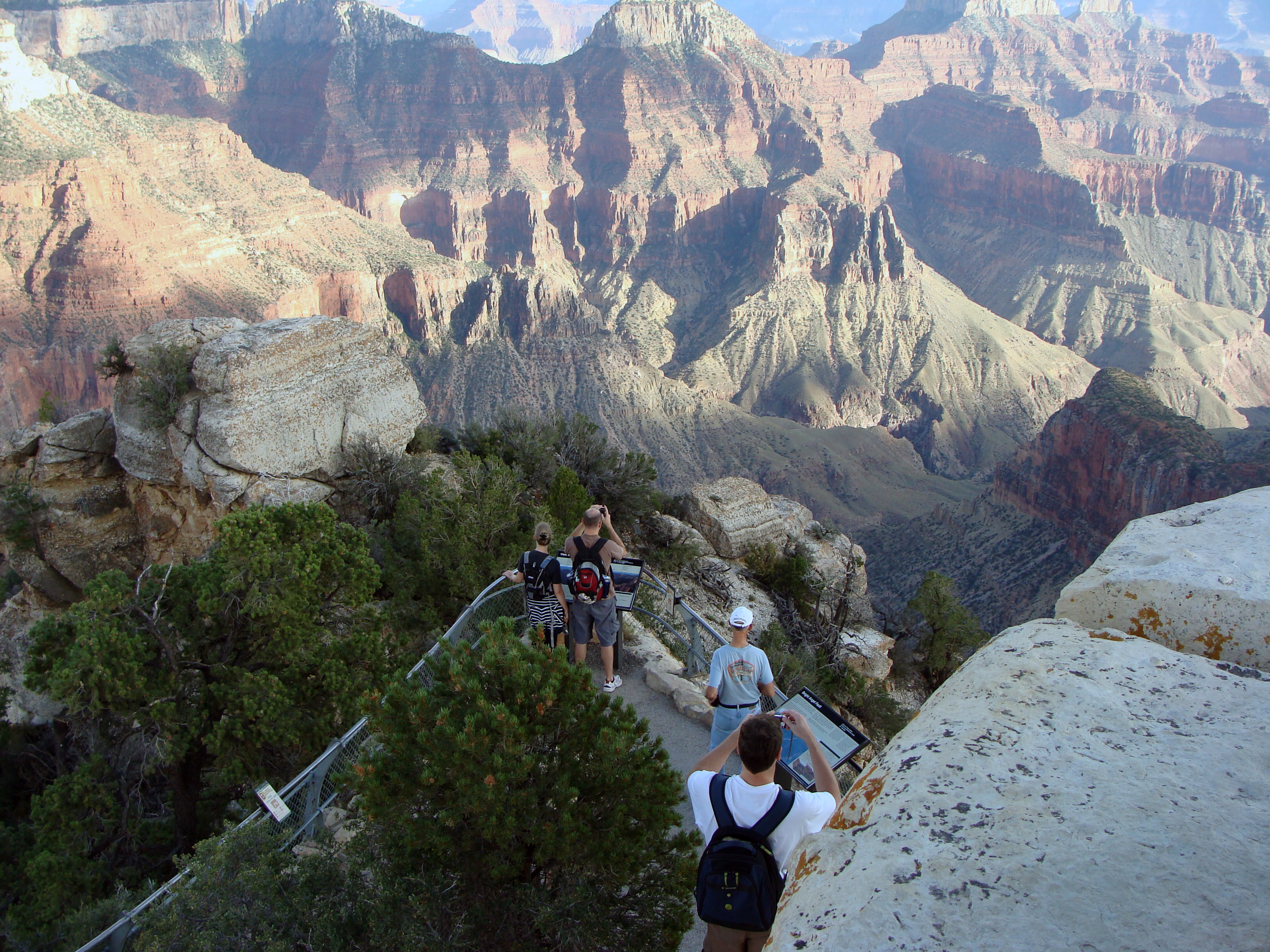
노스림에서 본 캐니언

2016년에는 6백만명의 관광객이 찾아온 세계적인 국립공원이다. 방문자의 83%가 미국 국내의 여행자이며 17%가 되는 85만명이 해외 여행자가 된다. 국가별로 분류하면 영국(3.8%), 캐나다(3.5%), 일본(2.1%), 독일(1.9%), 네덜란드(1.2%) 순이다. 국립공원에서 관광객이 가장 많이 찾는 대표적인 곳으로 아래의 몇 곳을 들 수 있다. (국립공원에 관련된 상세한 본문은 독립된 문서 그랜드 캐니언 국립공원에 있다.)
- 방문객 센터(Visitor Center): 사우스림의 남쪽 입구로 들어오면 첫 번째로 들릴 곳이다. 충분한 주차 공간, 서점, 마서포인트(Mather Point) 및 왕복 버스 정류장이 가까이 있다. 2010년 부속 극장을 완공했다. 방문객을 위한 20분 되는 오리엔테이션 영화 《Grand Canyon. A Journy of Wonder》를 30분마다 상영한다.
- 투사얀 유적지(Tusayan Ruin ): 데서트뷰(Desert View)로부터 서쪽 5km 거리에 있다. 1150년대의 원주민 투사얀푸에블로 인디언 사회의 생활 단면을 살펴볼 수 있다. 유물과 역사를 소개하는 박물관이 유적지 옆에 있다.
- 데서트 뷰 방문객 센터(Desert View Visitor Center)는 이스트림(East Rim)의 동쪽 입구이며 그랜드 캐니언 방문객 센터에서 23마일 동쪽 끝 지점에 있는 방문객 센터이다. 그랜드 캐니언과 데서트 뷰 지역에 관련된 다양한 자료를 제공하며 상점도 겸하고 있다. 콜로라도강을 가장 잘 볼 수 있는 관망지이다.
- 마서 포인트(Mather Point)는 방문객 센터에서 제일 가까운 곳에 있다. 넓은 전망의 경치가 웅장하고 이곳의 해뜨는 광경을 보려고 새벽에도 많은 사람이 오는 인기있는 관망지이다.
- 야바파이 포인트(Yavapai Point)는 마서 포인트에서 오솔길(Trail)을 걸어 서쪽으로 약 10분 거리에 있다. 멀리 콜로라도 강이 부분적으로 두 곳이 보이는데 그중 하나는 판톰렌치(Phantom Ranch)에 있는 다리가 보인다. 하이커를 위한 이 다리(Suspension Bridge:현수교)는 남과 북의 캐니언을 연결해 주는 유일한 오솔길 통로다. 석양의 경치가 좋다.
- 그랜드뷰 포인트(Grandview Point)는 1901년 기차가 들어 오기전 까지는 관광객이 가장 많이 오는 센터 열할을 했던 지점이였던 만큼 전망이 좋은 지점이다. 1540년 스페인 사람이 처음으로 그랜드 캐니언을 발견했던 지점이 이곳으로 알려져 있다. 이스트림의 중간 지점 그랜드 캐니언 빌리지에서 9마일 떨어진 곳에 있다.
- 야키 포인트(Yaki Point)에서는 계곡밑으로 내려가는 오솔길을 볼 수 있고 전망도 좋다. 오솔길(Trail)은 야키포인트의 남쪽에 사우스 카이밥 트레일헤드(South Kaibab Trailhead)에서 시작해서 갈지(之)자모양으로 내려간다. 약 2.9km 내려가면(180m 고도변화) 우아지점(Ooh Aah Point)에 이른다. 동쪽의 경치가 갑자기 펼쳐지는 이곳에 이르러 모두 '우! 아!'라는 함성을 지르기 때문에 이런 이름이 부쳐졌다. 왕복시간은 1~2시간이 소요된다.
- 파월 포인트(Powell Point)에는 1869년과 1871년 두 번에 걸쳐 콜로라도강을 탐험했던 죤 웨슬리 파월(John Wesley Powell)의 기념비가 있는 명승지이다. 그 당시 그랜드 캐니언 지역은 지도에 그려져 있지 않은 미지의 세계였다. 파월은 남북전쟁에 출전해서 팔을 하나 잃었지만 전쟁이 끝난 뒤에도 이런 장애를 무릅쓰고 나라를 위해 큰 공적을 쌓은 것이다. 뒤에 연방정부의 지질측량국의 국장으로 발탁되어 일했다.
- 호피 포인트(Hopi Point)는 웨스트 림에서 가장 좋은 석양, 일몰 경치를 볼 수 있는 곳이다.
- 허미츠 레스트(Hermit's Rest)는 웨스트 림의 가장 서쪽 끝에 있다. 스낵바(Snackbar)가 있다. 캐니언으로 내려가는 허미츠트레일이 있다.
- 노스림(North Rim) 공원 내의 숙소로 그랜드 캐니언 라지(Grand Canyon Lodge)가 있다. 숙소의 아래층에 있는 뷰잉라운지(Viewing Lounge)에서 대형 유리창을 통해 내다 보는 캐니언의 경치는 장관이다. 노스림의 모든 시설은 5월 15일에서 10월 15일까지 연다. 시설은 문을 닫아도 첫 눈이 내리기 전까지 공원 출입은 한동안 허용한다. 그러나 첫 큰 눈이 내리는 대로 (보통 10월 말경) 공원 출입은 폐쇄된다.
- 브라이트 에인절 포인트(Bright Angel Point)는 노스림 숙소에서 포장된 오솔길로 연결된다. 오솔길의 좌우가 절벽이어서 마치 하늘에 떠있는 오솔길을 가는 기분이 든다. 약 400야드(360m)쯤 가서 관망지에 이른다. 사우스림 보다 지대가 높아서 사우스림 넘어의 넓은 애리조나 광야까지 시야에 들어온다.

- 투사얀의 IMAX영화관

그랜드 캐니언 국립공원 남쪽 입구에 있는 투사얀 마을에 내셔널지오그라픽(National Geographic) 방문객 센터가 있다. 이곳에는 그랜드 캐니언의 역사와 지리를 소개하는 34분 걸리는 대형 스크린 IMAX영화가 년중 무휴로 매시간 상영되고 있다. 입장권은 성인 $13.72, 아동은 $10.42이다.
- 그랜드 캐니언 스카이워크

그랜드 캐니언 스카이워크(Grand Canyon Skywalk)는 2007년에 월라파이(Hualapai)인디언 부족이 상업적 목적으로 관광객을 유치 하려고 만든 절벽에서 캐니언을 내려보게 만든 U자 모양(또는 말 발굽 모양)의 다리다. 바닥을 투명하게 해서 하늘에서 절벽밑을 보는듯하게 만들었다. 스카이워크에서는 카메라를 휴대 못하게 하고 있다. 입장료는 2011년 현재로 일인당 $87.81이다. 그랜드 캐니언 빌리지(Grand Canyon Village)에서 250마일(400km)떨어진 곳에 있다. 라스베이거스에서는 동쪽으로 190km 떨어진 곳이 된다. 그곳으로 가는 도로의 19마일이 구간은 2011년 현재로는 아직 비포장 도로이다.
- 하바수 캐니언 관광

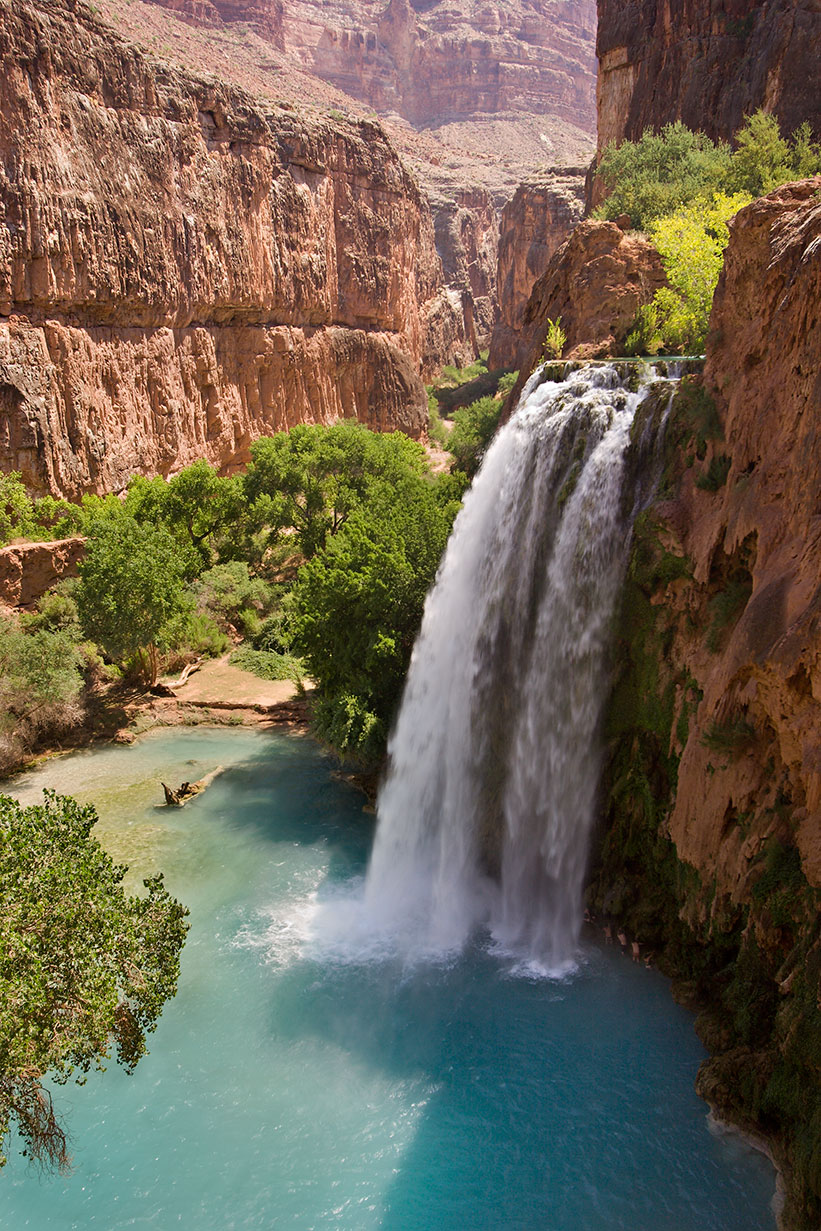
수파이 근처에 있는 하바수 캐니언의 폭포: 물속에 광물질의 함량이 높은 까닭에 물 색갈이 청녹색이다.

하바수파이(Havasupai) 인디언 보호지역에 있는 하바수 캐니언과 수파이빌리지(Supai Village)지역이 일반 관광객에게 공개되어 관광할 수 있게 되었다. 인디언 보호구역에 들어가는 입장료는 $38.50이다. 사우스림에서 가자면 191마일(308km)의 거리로 자동차로 약 4시간이 걸린다. 66번 도로에서 들어가는 인디언 도로 18번 길은 포장된 도로다.
- 콜로라도 강 관광

그랜드 캐니언 안의 콜로라도 강을 관광하는 관광객도 많이 있다. 화이트워터 래프팅(Whitewater rafting )은 고무 보트를 타고 강의 흐름을 따라 내려오는 스포츠 관광으로 콜로라도 강을 관광하는 방법중에서 대표적인 것이다. 하루 당일 치기에서부터 18일이 걸리는 장기 여행등 여러 종류가 있다.
- 헬리콥터 관광

그랜드 캐니언 국립공원 사우스림 남쪽 입구 투사얀(Tusayan)에 있는 비행장에서 헬리콥터를 타고 관광할 수 있다. 비행시간은 30분과 45분의 두 종류의 서비스가 있다. 성인의 요금은 $199(30분)과 $258(45분)이다.(2011)
- 노새타기 관광

그랜드 캐니언 국립공원 안에 있는 잔테라사우스림(Xanterra South Rim)에서 관리하는 노새타기(Mule Ride)를 이용하는 관광객도 많다. 그랜드 캐니언 가장자리를 두시간 반 노새를 타고 숲길을 지나 아비스오버뤀(Abyss Overlook)에 도착하여 30분간 내려서 관광하고 돌아오는 코스(일인당 $120.65)와 계곡을 다섯시간 반 걸려서 강가로 내려가서 팬톰랜치(Phantom Ranch)에서 일박하고 올라오는 코스(일인당 $497.89)가 있다.

## 지리

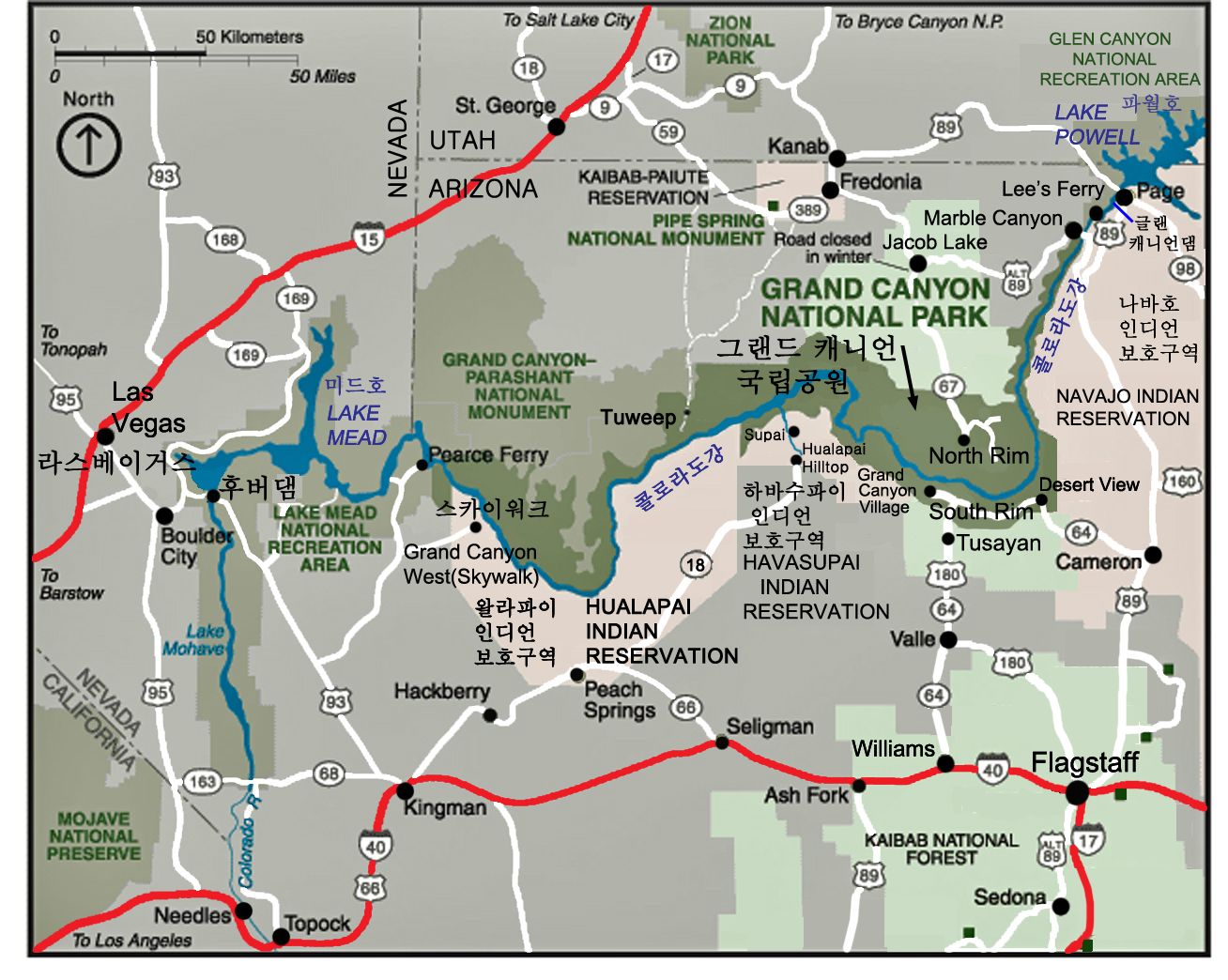
그랜드 캐니언 인근지역의 지도

그랜드 캐니언은 미국 남서부 지역에 있는 애리조나주 북부 지역에 있다. 이곳은 콜로라도 고원(Colorado Plateau)으로 불리는 높은 고원지대인데 이 곳을 가로 질러 흐르는 콜로라도강에 의해서 만들어진 거대한 협곡이 그랜드 캐니언이다. 협곡의 폭, 즉 양쪽 가장자리 사이의 간격은 좁은곳은 180m, 넓은곳은 30km에 이르는 다양한 변화가 있다. 계곡의 깊이는 1.6km에 이른다. 계곡을 깎아가며 흘러가는 콜로라도강의 길이는 무려 443km가 된다. 콜로라도 강이 계곡으로 들어가는 입구는 파월 호(Lake Powell)를 만든 글랜 캐니언댐(Glen Canyon Dam)이 된다. 여기서 시작해서 443km의 장거리 계곡을 흘러서 강물은 후버댐(Hoover Dam)에 의해서 만들어진 미드호로 들어간다. 캐니언 안에서 콜로라도 강의 폭은 변화가 많으나 평균 폭은 90m이며 평균 깊이는 12m가 된다. 콜로라도 강이 가장 깊은 계곡을 만든 90km구간은 그랜드 캐니언 국립공원의 중심부가 된다. 공원은 북쪽 가장자리(North Rim)와 남쪽 가장자리(South Rim)로 구분되는데 북쪽 가장자리는 해발 2,438m의 고도가 되며 남쪽 가장자리 보다 400m정도 더 높은 지대이고 기온도 남쪽보다 더 낮아 겨울에는 눈이 많이 내려서 공원 출입이 제한된다. 남쪽 가장자리는 평탄한 지형이며 기온이 북쪽 보다 따뜻하여 일년 내내 관광할 수 있으며 교통도 편리하여 그랜드 캐니언을 찾아오는 관광객의 90% 이상이 이곳을 찾아 온다. 이곳 공원의 중앙 계곡안에 강을 건널수 있는 보행자용 다리가 판톰랜치(Phantom Ranch)에 하나 있어서 북쪽과 남쪽 가장자리를 왕래하는 하이커에게 유일한 오솔길 통로를 제공하고 있다.
그랜드 캐니언의 동쪽 부분은 나바호 인디언 보호구역(또는 나바호 네이션:Navajo Nation)과 접해있고 국립공원의 중앙부분은 하바수파이(Havasupai)인디언 보호구역(Reservation)과 접해있다. 그랜드 캐니언 서쪽 콜로라도 강의 173km에 해당되는 지역은 왈라파이(Hualapai)인디언 보호구역과 접해있다. 왈라파이인디언족의 인구는 1,353명(2000년통계)이며 보호구역 면적은 4,048km2이다. 하바수파이족의 인구는 650명이며 보호구역 면적은 761km2이다.

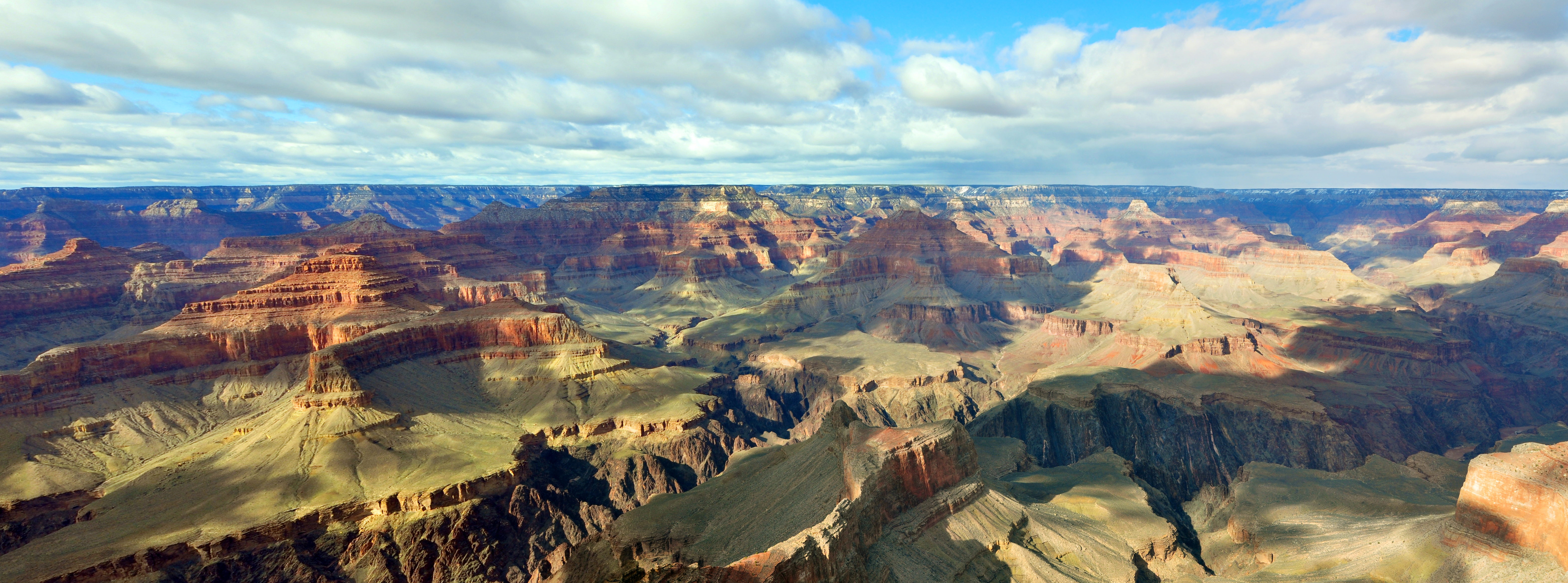
그랜드 캐니언

## 기후
그랜드 캐니언 지역의 기후와 기온은 위치에 따라 극심한 차이가 있다. 북쪽 가장자리 기온은 계곡밑의 강가 보다 일반적으로 11-16 °C(20-30 °F) 정도 더 낮다. 때에 따라서는 극심한 차이가 있어서 북쪽 가장자리에는 눈이 내리는데 계곡의 밑 강가에서는 일광욕을 즐기는 경우도 있다. 또 그 반대로 남쪽 가장자리에서는 시원한 날씨인데 계곡의 밑은 49 °C (120 °F)정도의 찌는 더위로 고생하는 경우도 있다.
- 남쪽 가장자리(South Rim)

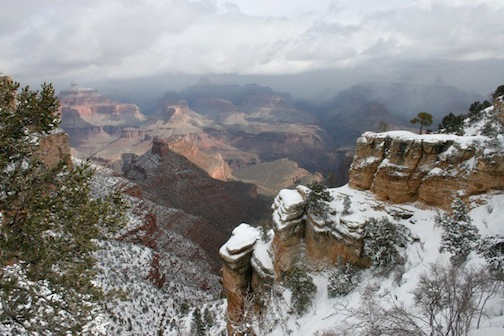
브라이트엔젤 오솔길에서 본 겨울철의 캐니언

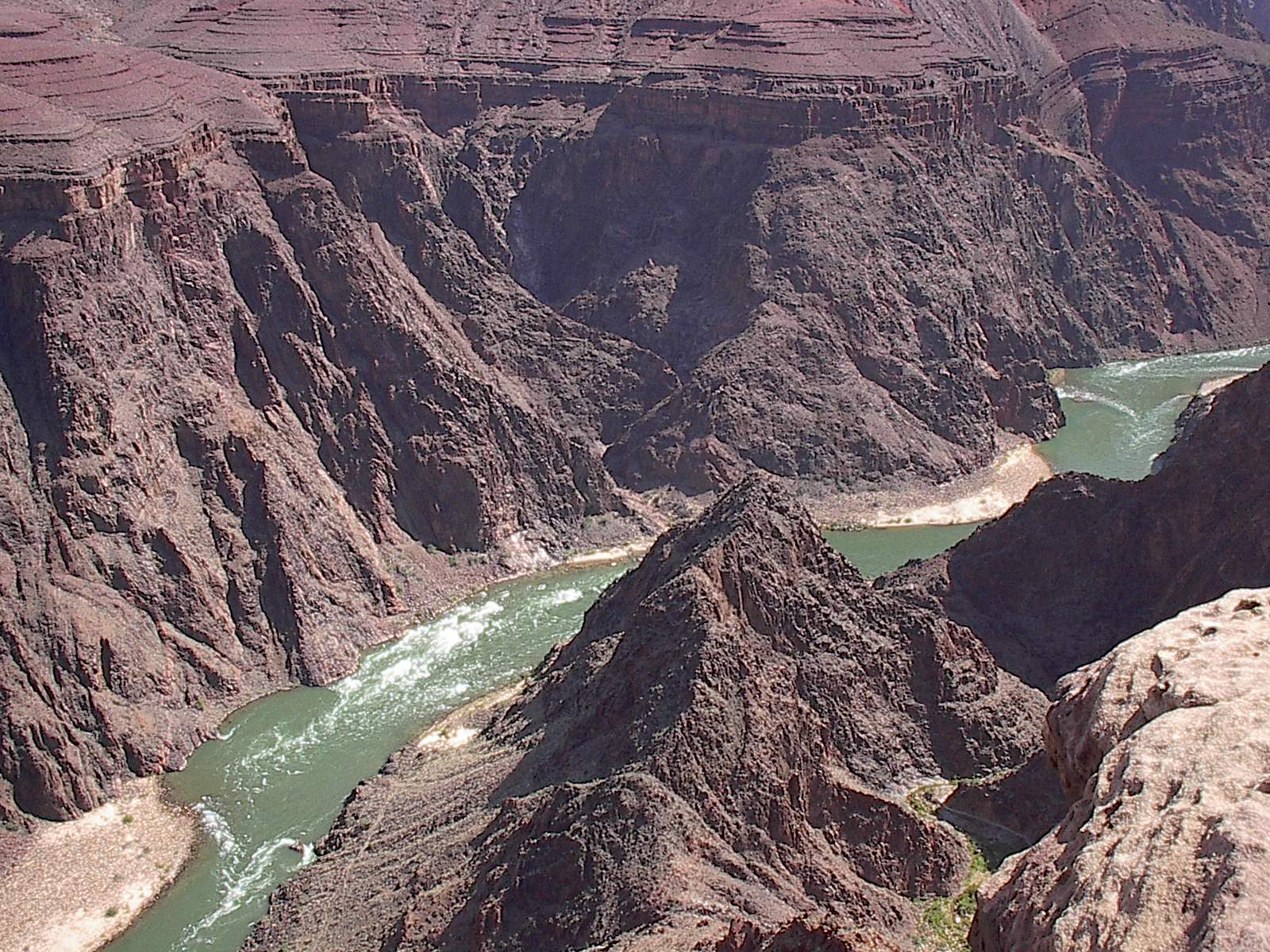
캐니언 밑에 흐르는 콜로라도 강

(평균 고도 7000 ft / 2133 m)

|                        | 1월         | 2월         | 3월         | 4월         | 5월         | 6월         | 7월         | 8월         | 9월         | 10월        | 11월        | 12월        |
| ---------------------- | ----------- | ----------- | ----------- | ----------- | ----------- | ----------- | ----------- | ----------- | ----------- | ----------- | ----------- | ----------- |
| 평균최고기온: °F (°C)  | 40° (4.4°)  | 45° (7.2°)  | 51° (10.6°) | 60° (15.6°) | 70° (21.1°) | 81° (27.2°) | 84° (28.9°) | 81° (27.2°) | 76° (24.4°) | 65° (18.3°) | 52° (11.1°) | 43° (6.1°)  |
| 평균최저기온: °F (°C)  | 18° (-7.8°) | 21° (-6.1°) | 25° (-3.9°) | 32° (0.0°)  | 39° (3.9°)  | 47° (8.3°)  | 54° (12.2°) | 53° (11.7°) | 47° (8.3°)  | 36° (2.2°)  | 27° (-2.8°) | 20° (-6.7°) |
| 평균 강우량: 인치 (mm) | 1.45 (36.8) | 1.60 (40.6) | 1.25 (31.8) | 0.86 (21.8) | 0.61 (15.5) | 0.42 (10.7) | 1.95 (49.5) | 2.23 (56.6) | 1.54 (39.1) | 1.15 (29.2) | 0.92 (23.4) | 1.54 (39.1) |

- 북쪽 가장자리(North Rim)

(평균 고도 8000 ft / 2438 m)

|                        | 1월          | 2월          | 3월          | 4월          | 5월         | 6월         | 7월         | 8월         | 9월         | 10월         | 11월         | 12월         |
| ---------------------- | ------------ | ------------ | ------------ | ------------ | ----------- | ----------- | ----------- | ----------- | ----------- | ------------ | ------------ | ------------ |
| 평균최고기온: °F (°C)  | 37° (2.8°)   | 39° (3.9°)   | 44° (6.7 °)  | 53° (11.7°)  | 62° (16.7°) | 73° (16.7°) | 77° (25.0°) | 75° (23.9°) | 69° (20.6°) | 59° (15.0°)  | 46° ( 7.8°)  | 40° ( 4.4°)  |
| 평균최저기온: °F (°C)  | 16° ( -8.9°) | 18° ( -7.8°) | 21° ( -6.1°) | 29° ( -1.7°) | 34° ( 1.1°) | 40° ( 4.4°) | 46° ( 7.8°) | 45° ( 7.2°) | 39° ( 3.9°) | 31° ( -0.6°) | 24° ( -4.4°) | 20° ( -6.7°) |
| 평균 강우량: 인치 (mm) | 3.21 (81.5)  | 3.27 (83.1)  | 2.63 (66.8)  | 1.71 (43.3)  | 1.23 (31.2) | 0.81 (20.6) | 1.89 (48.0) | 2.80 (71.1) | 2.01 (51.1) | 1.39 (35.3)  | 1.51 (38.4)  | 2.83 (71.9)  |

- 계곡의 밑바닥 - 콜로라도 강 주변

(평균 고도 2100 ft / 640 m)

|                        | 1월          | 2월          | 3월         | 4월         | 5월         | 6월          | 7월            | 8월          | 9월         | 10월        | 11월        | 12월        |
| ---------------------- | ------------ | ------------ | ----------- | ----------- | ----------- | ------------ | -------------- | ------------ | ----------- | ----------- | ----------- | ----------- |
| 평균최고기온: °F (°C)  | 56° ( 13.3°) | 63° ( 17.2°) | 71° (21.7°) | 83° (28.3°) | 91° (32.8°) | 102° (38.9°) | 107.0° (41.7°) | 103° (39.4°) | 98° (36.7°) | 86° (30.0°) | 68° (20.0°) | 57° (13.0°) |
| 평균최저기온: °F (°C)  | 36° (2.2°)   | 40° (4.4°)   | 46° (7.8°)  | 55° (12.8°) | 62° (16.7°) | 71° (21.7°)  | 77° (25.0°)    | 74° (23.3°)  | 68° (20.0°) | 58° (14.4°) | 45° (7.2°)  | 36° (2.2°)  |
| 평균 강우량: 인치 (mm) | 0.61 (15.5)  | 0.73 (18.5)  | 0.80 (20.3) | 0.43 (10.9) | 0.34 (8.6)  | 0.33 (8.4)   | 0.80 (20.3)    | 1.55 (39.4)  | 0.83 (21.1) | 0.65 (16.5) | 0.37 (9.4)  | 0.69 (17.5) |

## 지질

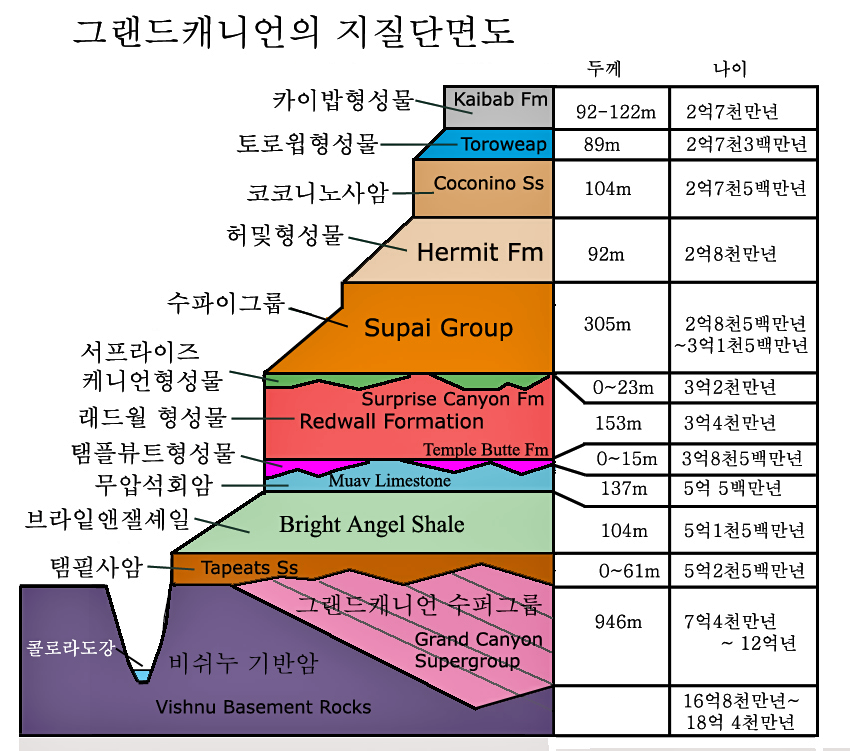
그랜드 캐니언의 지질학적 단면도

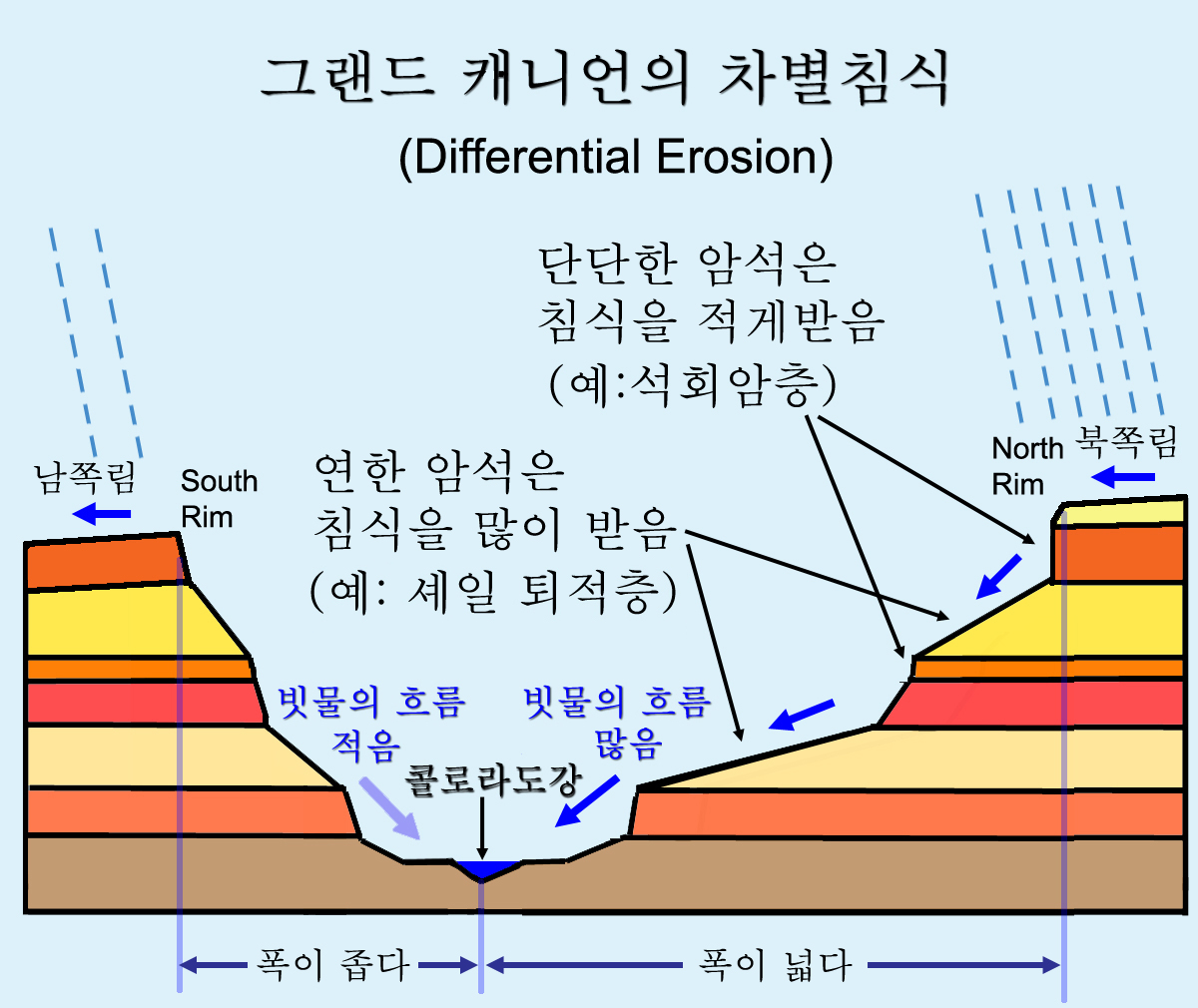
그랜드 캐니언의 차별침식으로 계단 모양의 계곡이 되었다. 북쪽림에서 내려오는 빗물이 더 많은 결과 캐니언의 폭이 남쪽보다 북쪽이 더 넓어졌다.

지질학적으로 볼 때 그랜드 캐니언에 노출된 지층의 연령은 상당히 넓은 폭을 가진다. 제일 높은 곳 표면의 지층은 가장 젊은 연령에 속하는 반면 협곡의 바닥 쪽으로 내려 갈수록 오래된 노령의 지층이 된다. 계곡 북쪽 가장자리(North Rim)의 카이밥 지층(Kaibab Formation)은 가장 젊은 지층으로 석회암으로 되어 있는데 이 지층은 2억 7천만년 전에 형성되었고 암석 색깔은 크림색깔 또는 회색이다. 약간 낮은 지대인 남쪽 가장자리(South Rim)는 코코니노 지층(Coconino Formation)으로 모래 색깔의 사암(Sandstone)암석으로 5백만 년 정도 더 오래된 지층이다. 그랜드 캐니언 내부 협곡 가장 낮은 곳은 가장 오래된 지층으로 18억 4천만년 전에 형성되었다.

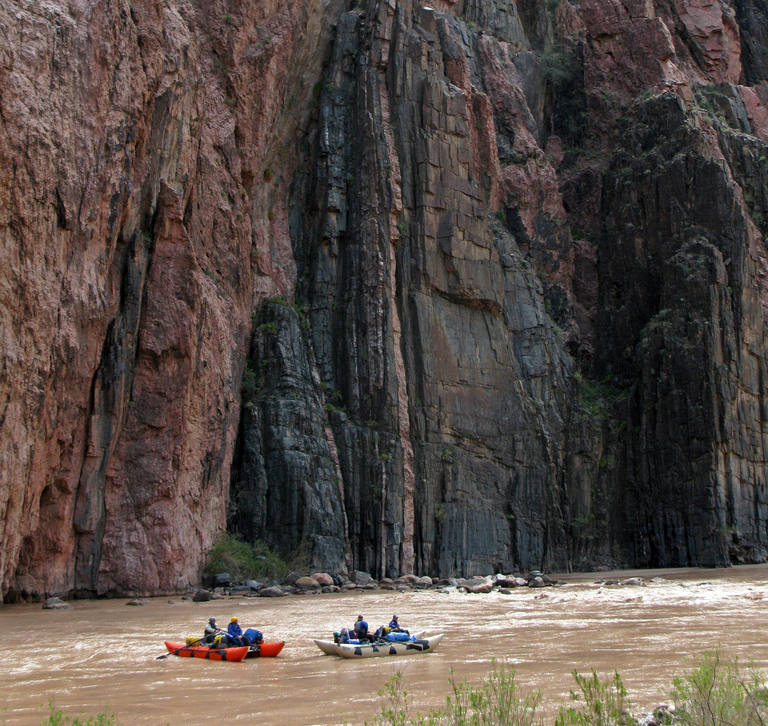
비쉬누 편암(Vishnu Schisit) 절벽 밑으로 흐르는 콜로라도 강

계곡에 노출된 암석은 크게 세 부류로 나뉜다. 협곡의 가장 낮은 곳의 암석은 비쉬누편암(Vishnu Schisit)을 포함한 화성암(Igneous Rock) 또는 변성암(Metamorphic Rock)으로 되어있다. 지하의 깊은 곳에서 뜨거운 지열과 높은 압력으로 형성된 암석이다. 두 번째 부류는 그 위를 덮고 있는 그랜드 캐니언 수퍼그룹 암석(Supergroup Rock)이다. 이 부류의 암석층은 화산활동으로 생긴 암석(Volcanic Rock)과 퇴적암(Sedimentary Rock)이 겹쳐있으며 경사진 층으로 되어 있다. 계곡에 노출된 곳도 있고 땅속에 감춰져 있어 노출되지 않는 곳도 있다. 7억 4천만 년에서 12억 년 전의 선캄브리아(Precambrian)시기에 형성된 암석이다. 세 번째 부류의 암석은 가장 많이 노출된 암석으로 900m~1,200m의 지층이 되어 시루떡 같이 수평으로 겹처저 형성된 퇴적암으로 계단 모양으로 노출되어 있다. 이 부류의 암석은 고생대(Paleozoic)의 암석으로 얕은 바다 또는 늪지대의 바닥에서 흙이나 모래가 퇴적되어 형성된 것이 대부분이다. 그러나 예외도 있다. 지층이 육지가 되어 바람에 불려온 모래가 쌓여서 형성된 암석이 있는데 코코니노 사암과 수파이그룹의 일부분의 암석이 이에 해당된다.
지층을 구성하는 암석들은 오래 되었으나 협곡 자체가 만들어진 것은 지질학적 연대로 볼 때 최근의 짧은 순간으로 취급할 수 있는 지난 5–6백만 년 동안에 형성된 것으로 보고 있다.
그랜드 캐니언이 만들어진 가장 큰 이유는 7천만 년 전에 시작된 융기현상이다. 그 당시에는 늪지대이거나 얕은 해안지대였던 지층이 3,000 미터 이상 들어 올려져서 콜로라도 고원(Colorado Plateau)이 형성되었기 때문이다.
다음으로 중요한 요소로 콜로라도강이 있다. 로키산맥에서 흘러내리는 콜로라도 강물이 계곡의 지층을 깎아서 깊은 협곡을 만들었다. 깊을 뿐만 아니라 협곡이 넓어진 이유는 지층마다 침식에 대한 강도가 달랐던 탓으로 생기는 차별침식으로 인한 것이다. 빗물에 의해 암석층이 붕괴될 때 부드러운 지층은 빠르게 침식되는 반면 더 단단하고 강한 지층은 오래 견디지만 단단한 지층의 밑 부분의 부드러운 지층이 씻겨 내려가서 받침이 없는 암석이 붕괴되어 깎아지른 듯 한 절벽을 만들게 되었다. 붕괴된 돌과 모래는 강물에 의해 캘리포니아만까지 이동하게 되었고 강물에 의해서 세차게 이동하는 돌은 강바닥을 깎아서 더 깊은 계곡을 만들었다. 이런 현상의 반복으로 계곡은 깊어지고 폭은 넓어지게 되었다.
콜로라도 강의 위치를 보면 남쪽 가장자리 쪽으로 치우쳐 있어서 남쪽 절벽은 가파른 반면 북쪽 가장자리와는 멀리 떨어져 있어서 북쪽 계곡의 폭이 훨씬 넓다. 이것은 계곡의 표면 지층이 수평이 아니고 약간 남으로 기울어져 있기 때문에 나타나게 된 현상이다. 남쪽 가장자리에 내린 비는 계곡으로 흐르지 않고 남쪽 계곡을 등지고 내려가 버리는데 반해 북쪽 가장자리에 내린 빗물은 모두 계곡으로 흘러내림으로써 더 많은 빗물이 흐르고 차별침식을 더 많이 받게 되어 계곡의 폭이 남쪽 보다는 넓어지며 계단의 경사도 좀 더 완만하게 된 것이다.
계곡에 노출된 암석을 보면 약 40개에 달하는 암석층을 볼 수 있어서 지구의 지질학적 역사를 연구하는 학자나 학생들에게 인기 있는 전시장이 되고 있다. 지질학자들의 연구대상이 된지 150여년이 지났지만 아직도 새로운 발견이 계속 발표되고 있으며 풀리지 않은 수수께끼가 아직까지도 많이 남아 있다.

## 역사

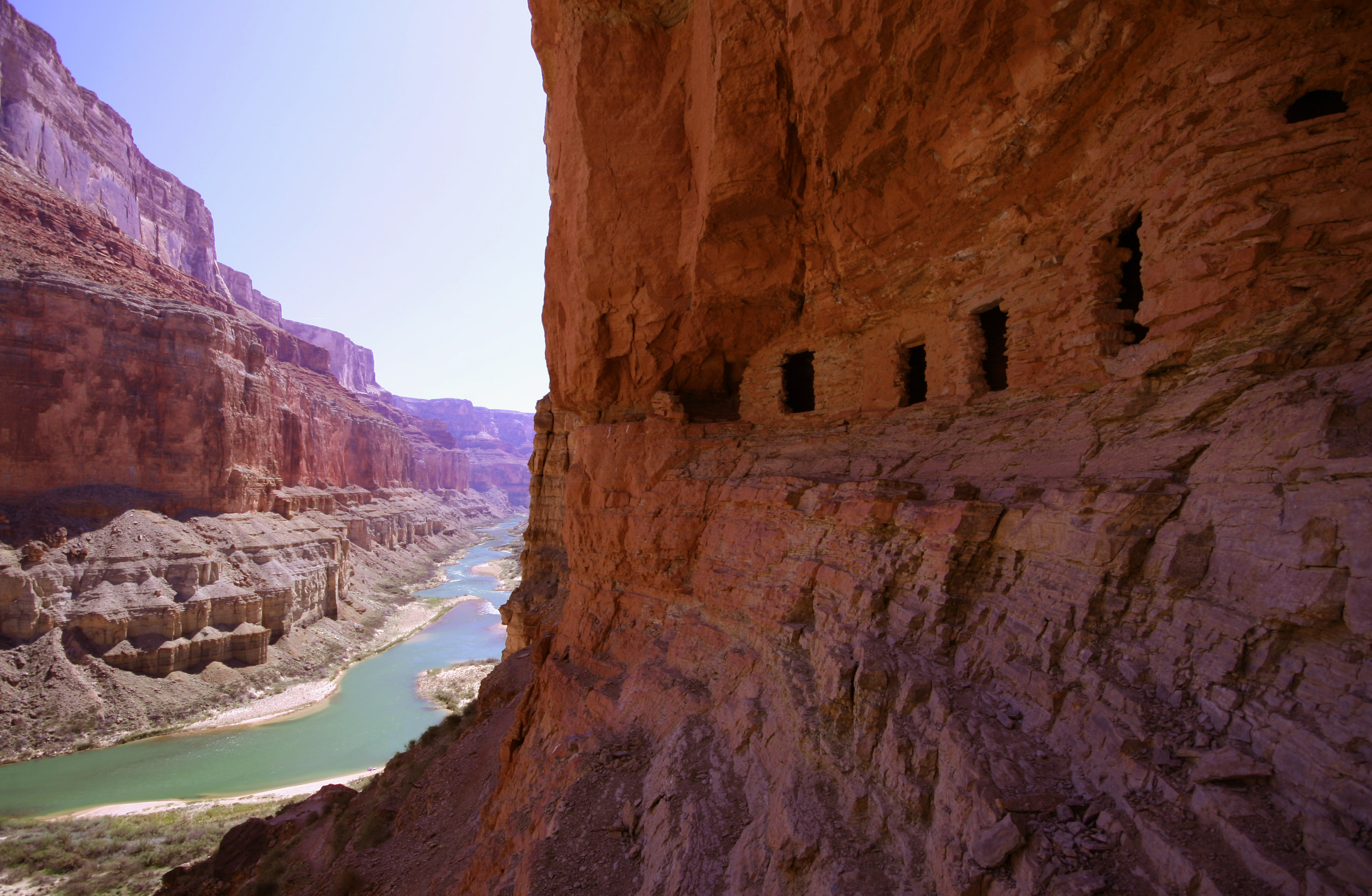
난코윕 골자기 벼랑에 있는 선조 푸에블로 인디언이 사용했던 곡물 창고

푸에블로 인디언의 선조(아나사지 인디언이라고도 부름)이 이곳에 적어도 4000년 전부터 그랜드 캐니언에 살았던 것으로 알려져 있다. 서기 700년경 지금의 국립공원 남쪽 가장자리에 서기 900년경에는 북쪽 가장자리에 농사를 지으며 부락을 이루며 살았다. 그랜드 캐니언 안에는 약 2천개의 아나사지 인디언의 유적이 발견되었다. 남쪽 가장자리에 있는 투사얀(Tusayan)인디언 유적지는 가장 잘 보존된 유적지로 1050년경 그 당시 30여명의 부락민이 살아간 모습을 잘 보여준다. 1200년대 말에 이곳에 살던 푸에블로 선조들은 이곳을 버리고 떠났다. 아마도 심한 가뭄 때문에 더 좋은 환경을 찾아 뉴멕시코의 리오그란데강가나 콜로라도 강의 지류인 리틀콜로라도 강가로 이동했을 것으로 추정한다.
그랜드 캐니언의 서부 지역에는 서기 500년에서 1200년 사이에 코호니나(Cohonina)인디언이 살고 있었다. 이들 후손이 지금의 하바수파이(Havasupai)인디언 부족과 왈라파이(활라파이:Hualapai)인디언부족이다. 지금에 와서는 콜로라도 강의 108마일의 넓은 지역이 왈라파이 인디언 보호구역과 경계를 이루고 있다. 하바수파이인디언 보호구역은 국립공원의 사우스림(South Rim)의 서쪽이 된다. 나바호 인디언은 원래 북쪽에서 나려와 뉴멕시코와 애리조나 인접지역에 있는 캐니언디셰이 지역에서 살았는데 1860년경 키트 카슨(Kit Carson)에 의한 강제이주(Long Walk)를 피해 일부 나바호족이 그랜드 캐니언의 동쪽 지역으로 이주해 와서 살았다.
유럽 사람이 이곳에 온 것은 1540년 코로나도가 이끄는 원정대의 일부가 이곳을 다녀간 것이 최초가 된다. 본격적으로 그랜드 캐니언이 알려진 것은 1869년과 1871년에 아메리카 군인 출신 존 웨슬리 파월(John Wesley Powell)의 탐험 결과에 의했다. 그 당시 그랜드 캐니언 지역은 지도에 그려져 있지 않은 미지의 세계였다. 파월은 남북전쟁에 출전해서 팔을 하나 잃었지만 이런 장애를 무릅쓰고 콜로라도 강을 두번씩 탐험하여 그랜드 캐니언을 세상에 알리는 일을 했다.

미 연방정부는 1882년부터 그랜드 캐니언을 국립공원으로 지정하려고 했으나 국립공원이 되기까지는 30여년의 오랜 시간이 걸렸다. 1903년 시어도어 루스벨트 대통령이 이곳을 방문해서 그랜드 캐니언을 보고 감격해서 말하길 "우리의 후손, 온 미국 시민이 지금 이 자연의 신비를 볼 수 있게 합시다"라고 하면서 그랜드 캐니언의 국립공원 지정을 서둘렀다. 1908년에 와서 그랜드 캐니언은 내셔널 모뉴먼트(National Monument)로 지정되었고 1919년에 와서 우드로 윌슨 대통령 재임시 드디어 국립공원으로 승격되었다. 그랜드 캐니언 국립공원은 1979년에 유네스코 세계유산으로 지정되었다.

## 동물과 식물

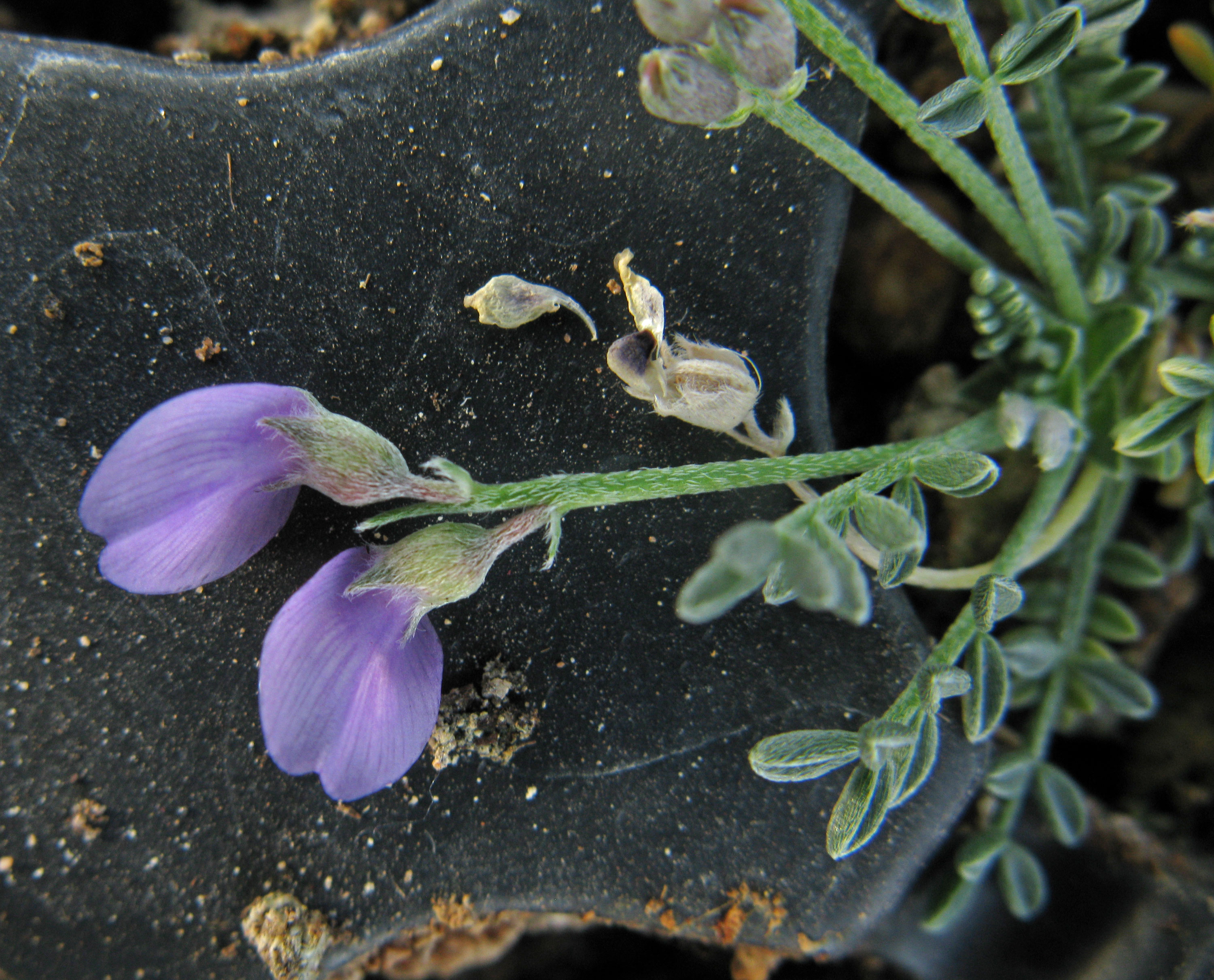
그랜드 캐니언에서만 볼 수 있는 센트리 밀크베취 야생화

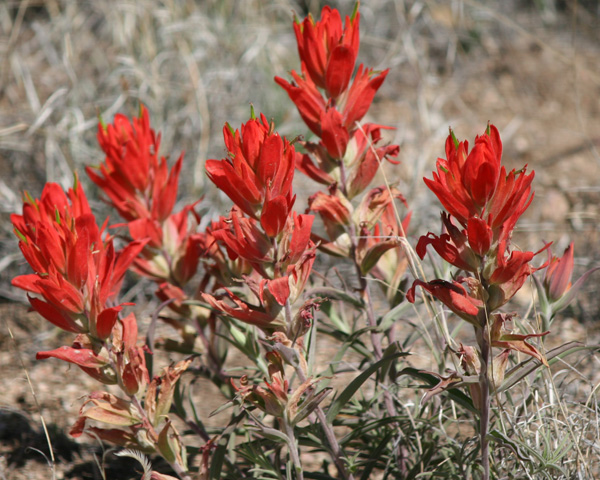
인디언 페인트브러쉬 야생화

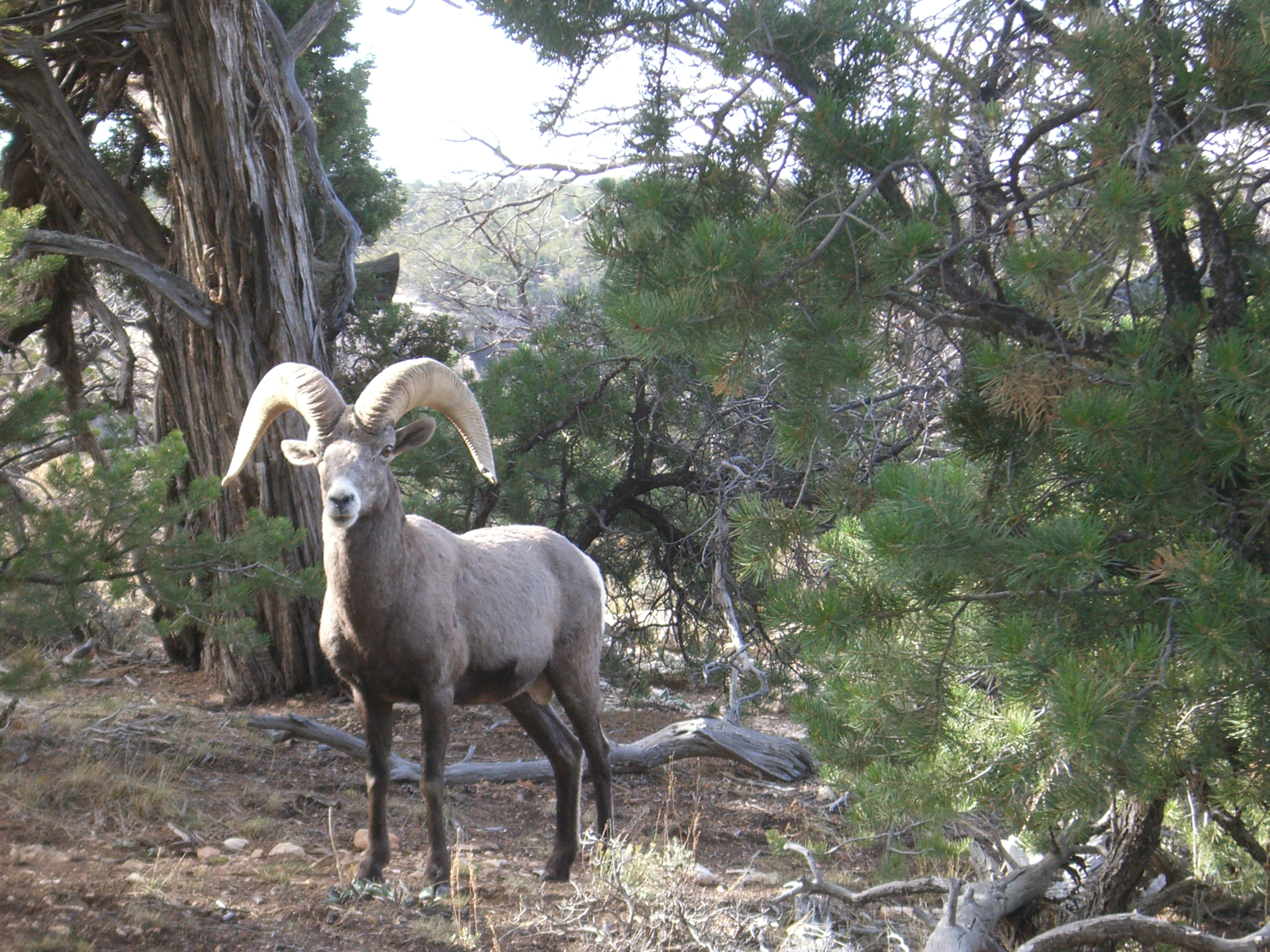
그랜드 캐니언의 큰뿔양

그랜드 캐니언의 콜로라도 강에서부터 노스림의 높은 지대까지 1,600m가 넘는 심한 표고 차이는 동물 식물의 생태계에도 폭 넓은 다양성을 주게 되었다. 계곡의 남쪽과 북쪽의 경사면에서 오는 일조량의 차이로 오는 영향도 크다. 북향이 되는 남쪽 계곡은 햋볓을 받는 양이 남향인 북쪽 경사면 보다 작아서 북쪽면의 1/3정도여서 추운 지방에 견디는 식물이 자라는 반면 남향인 경사면에는 사막지대에서 자라는 식물이 자라는 것을 볼 수 있다. 이와 같은 심한 표고 차이와 일조량의 차이로 말마암아 소노라 사막(Sonora Desert)에서 볼 수 있는 생물로부터 시작해서 북쪽 캐나다에서야 볼 수 있는 생물에 이르는 폭 넓은 분포가 그랜드 캐니언의 계곡속에 있게 되어 있음.
- 식물

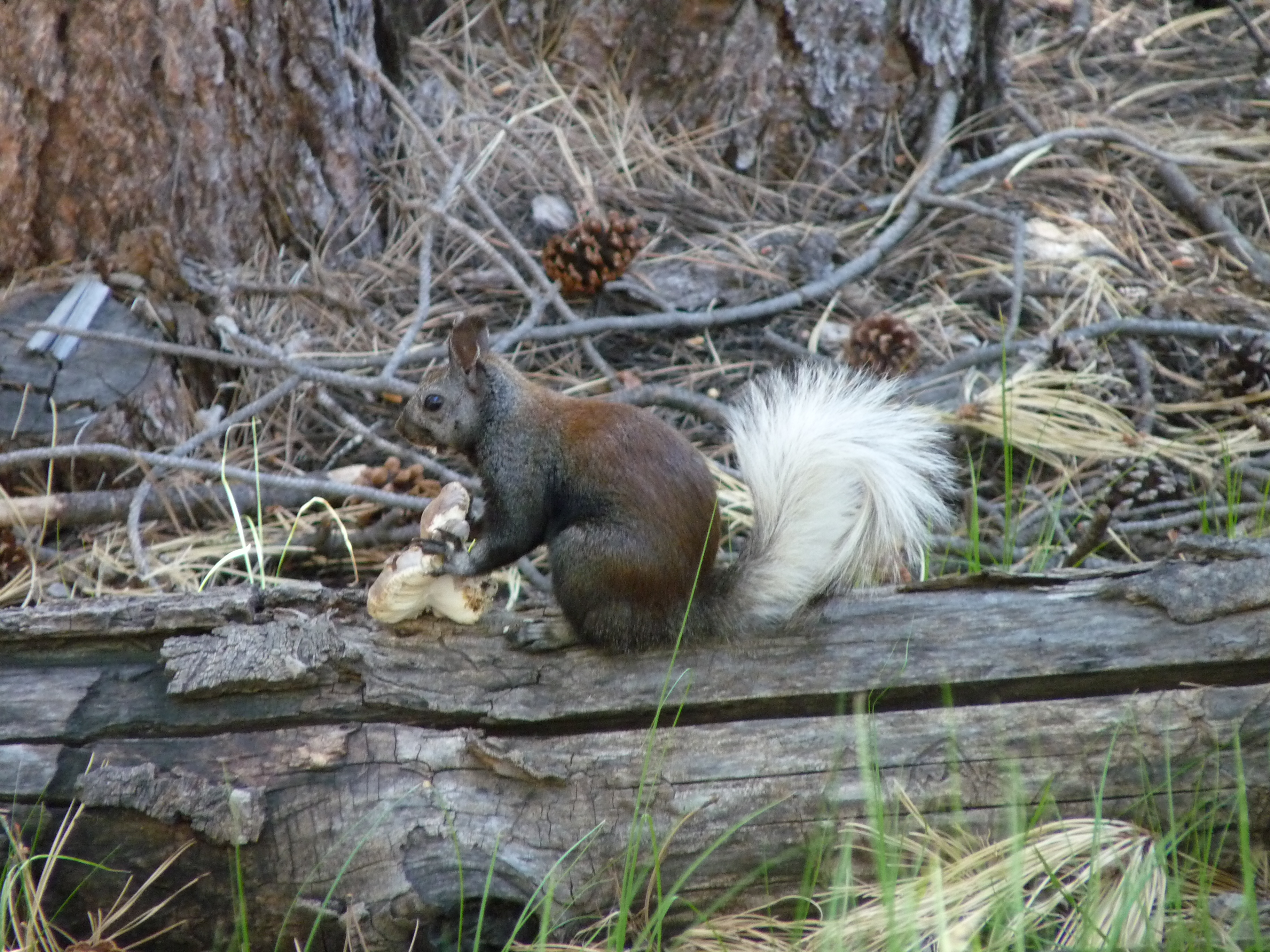
캐니언 북쪽에서만 볼 수 있는 카이밥청설모

그랜드 캐니언 안에는 약 1,700여종의 식물이 자라고 있다. 십여개의 식물은 그랜드 캐니언 밖에서는 볼수 없는 희귀한 식물이다. 캐니언의 서쪽은 모하비사막의 영향을 받았고 동쪽은 소노라 사막의 영향을 받아 사막성 식물이 자라나 중앙의 계곡 가장자리는 피뇬소나무(Pinyon pine)와 폰데로사소나무(Ponderosa pine)가 자란다. 지대가 높은 북쪽 산에는 소나무 종류를 포함해서 애스펜(Aspen:사시나무 포플러). 전나무(Fir), 스프루스(Spruce:가문비나무) 숲이 울창하다. 그랜드 캐니언에는 650종의 야생화가 자란다. 이 지역에서만 자라는 희귀종으로 투사얀화염꽃(Tusayan Flameflower)과 살갈퀴에 속하는 센트리 밀크베취(Sentry Milk-vetch).가 있다. 국립공원에서 이들을 보호하고 키우기 위해 특별한 노력을 수년간 해 온결과 멸종의 위기에서 벗어나고 있다. 센트리 밀크베취 야생화는 마리코파 포인트 지역에서 볼 수 있다. 그랜드 캐니언에서 볼 수 있는 대표적인 야생화를 색깔별로 열거하면 아래와 같다.
- 흰꽃 : 흰독말풀(Sacred datura), 달맞이꽃(Evening primrose), 봄망초(Tidy fleabane),서양톱풀(Yarrow), 배비화이트애스터(Baby white aster), 양갓냉이(Watercress),화이트바이올렛(White violet)
- 노란꽃 : 브룸스내이크위드(Broom snakeweed), 옐로우래그위드(Yellow ragweed), 꽈리( Groundcherry),후커의 달맞이꽃(Hooker's primrose)
- 빨간꽃과 오랜지색꽃 : 스카이로켓(Skyrocket), 펜스테몬(Penstemon), 인디언페인트브러쉬(Indian paintbrush), 빨간매발톱꽃(Red columbine), 글로브매로우(Globe mallow), 크림손몽키꽃(Crimson monkey flower)
- 핑크색꽃과 보라색꽃 : 봄망초(Fleabane), 로키마운틴아이리스(Rocky Mountain iris), 로키마운틴비프랜트(Rocky Mountain bee plant), 그랜드 캐니언파셀리아(Grand Canyon phacelia), 토드플랙펜스테몬(Toadflax penstemon)

- 동물

그랜드 캐니언 안에는 약 350여종의 새가 서식하고 있다. 포유류 동물 90여종과 양서류 동물 57종이 살고 있으며 강물에는 17종의 어족이 살고 있다. 새중에서 가장 희귀종은 캘리포니아콘도르(California Condor)이다. 이 새는 날개를 펴면 날개폭이 3m에 가까운 북아메리카 대륙에서는 제일 큰 새이다. 2009년에 172마리의 새를 확인한 바 있다. 2년에 알을 하나만 낳고 암수가 함께 평생을 사는 특징이 있다. 멸종이 될 위기도 있어서 새의 생태보존을 위해 노력을 많이 기울이고 있다. 노스림과 그 북쪽의 카이밥 국유림에는 카이밥청설모(Kaibab Squirrel)가 사는데 이 청설모는 이 지역에만 사는 희귀종이다. 흰색의 꼬리가 특이하다. 이곳 그랜드 캐니언에 사는 대표적인 동물로는 비버, 큰뿔양, 퓨마(Mountain Lion), 노새사슴(Mule Deer)등이다.

## 사진

그랜드
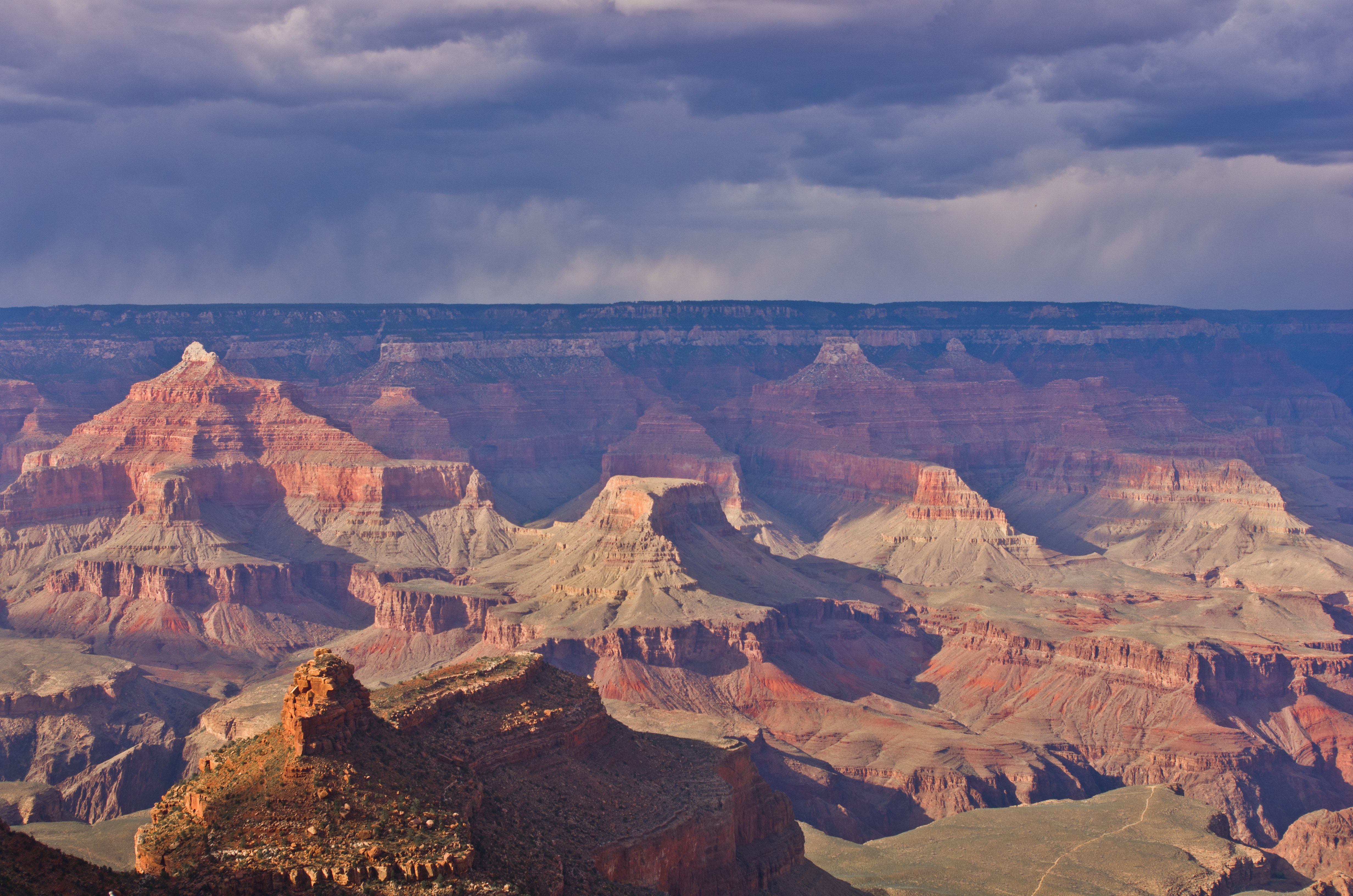
그랜드 캐니언
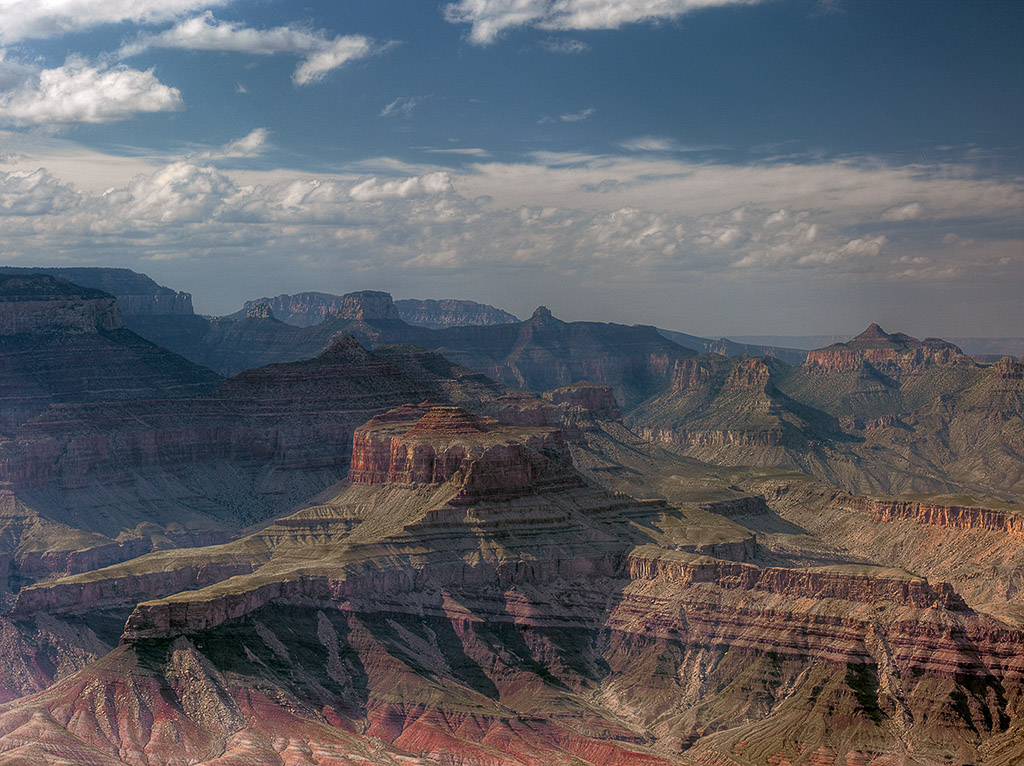
리판 포인트에서 본 캐니언
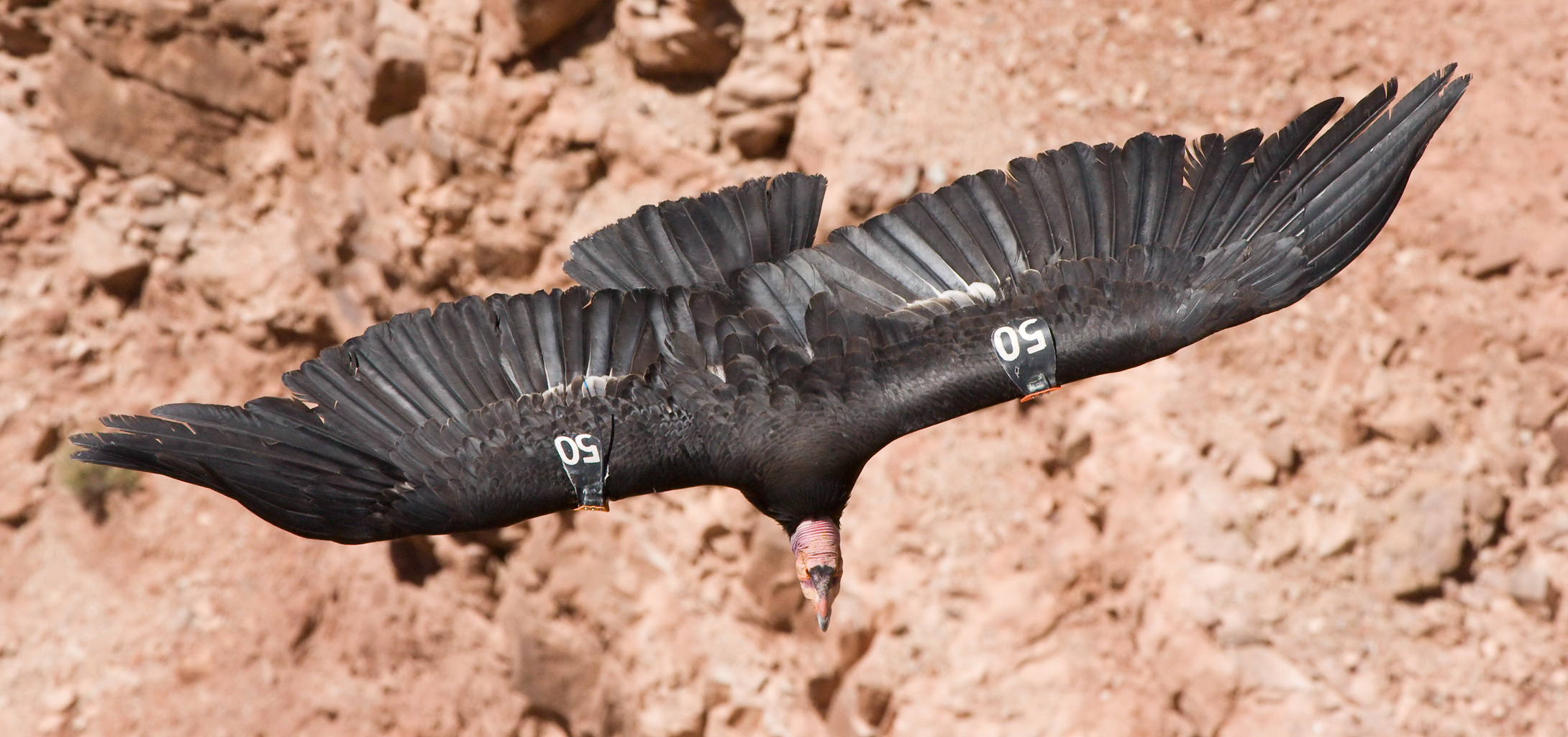
콘도르새: 생태연구를 위해 날개에 붙인 태그가 보인다.
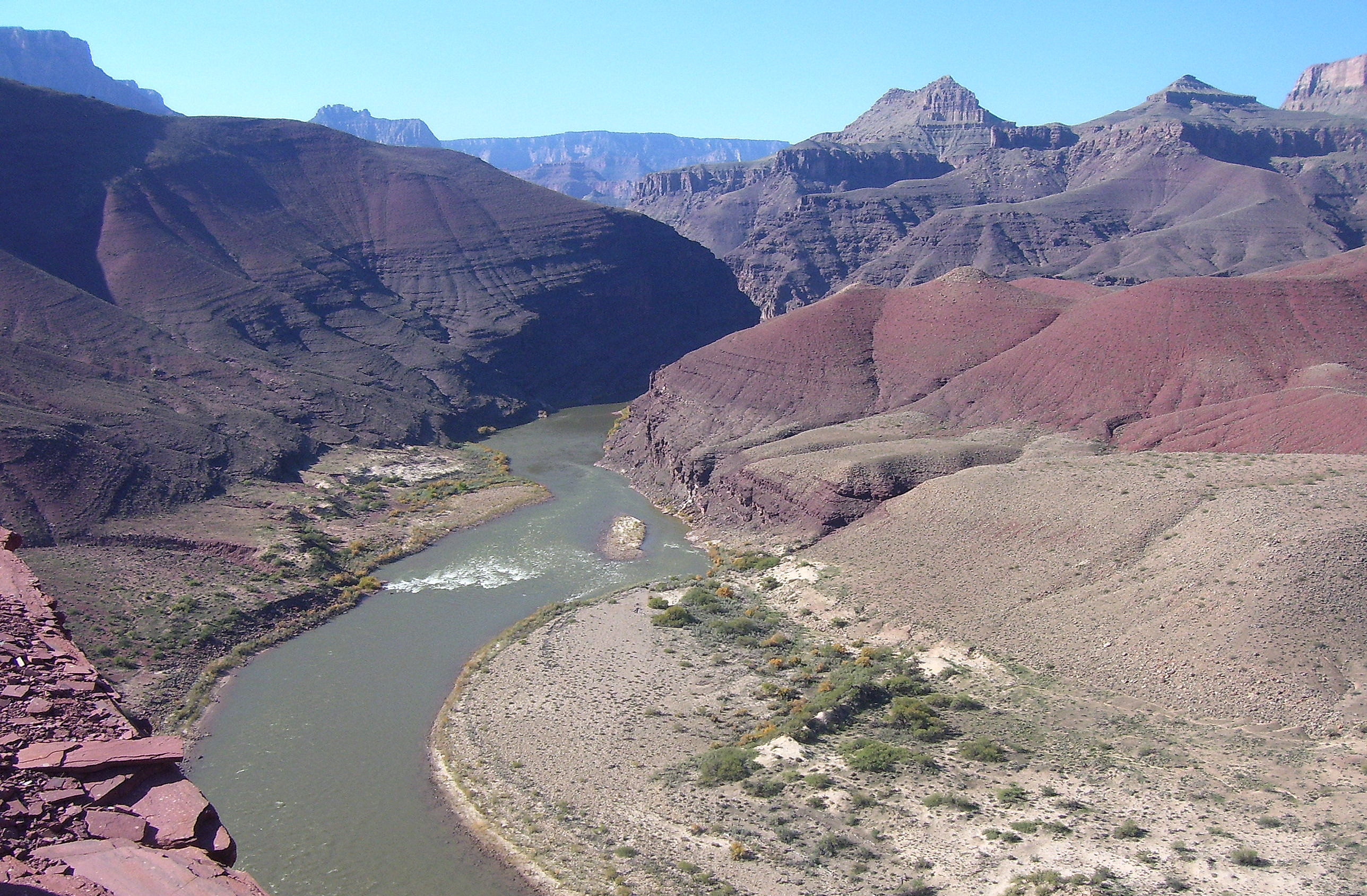
에스칼랜트 옆의 콜로라도 강

## 같이 보기
- 구리 협곡 (멕시코)
- 그랜드 캐니언 국립공원
- 대협곡
- 매리너 계곡
- 그랜드 서클